# Alexander Blume
Alexander Blume (* 19. Juli 1961 in Eisenach) ist ein deutscher Boogie-Woogie-, Blues- und Jazz-Pianist. In der DDR gehörte Blume neben Jürgen Kerth, Lutz Kowalewski und Waldemar Weiz (ergo, Engerling) zu den bekanntesten Vertretern der Thüringer Bluesszene.

## Musikalische Entwicklung
Blume erhielt bereits mit acht Jahren Klavierunterricht. Im Jahre 1971 trat er gemeinsam mit seinem Bruder Stanley Blume im Eisenacher Jazzklub, dem ältesten Jazzklub in der DDR, erstmals öffentlich auf und mit 16 Jahren wurde er Mitglied der Travelling Blues Band. Im Jahre 1978 holte ihn Stefan Diestelmann nach Ost-Berlin. Bis zu Diestelmanns Flucht aus der DDR im Jahre 1984 gehörte Blume der Stefan Diestelmann Folk Blues Band an und ist auf den LPs „Hofmusik“ und „Folk, Blues & Boogie“ am Klavier zu hören.
1985 begann er ein Studium an der Hochschule für Musik Hanns Eisler in Berlin, welches er 1986 aus politischen Gründen abbrach. Nachdem sich die Band von Stefan Diestelmann aufgelöst hatte, wechselte Blume zu Zenit. 1987 nahm das DDR-Label Amiga das erste Soloalbum mit Blume auf.
1988 gründete er seine erste eigene Band, die Intercity Blues Band und arbeitete mit Big Joe Stolle, mit dem er bereits bei Zenit gemeinsam musiziert hatte, zusammen. Zeugnis dieser Zusammenarbeit ist die 1990 veröffentlichte CD „Reflection in Blues“.
Im Jahre 1992 eröffnete Blume eine private Musikschule in Eisenach. Seit Mitte der 1990er Jahre ist er vorwiegend solistisch tätig. Das Soloprogramm ist eine Hommage an die Traditionen berühmter Boogie- und Swing-Pianisten. Ab 1995 führten ihn Gastspielreisen regelmäßig in das Ausland. Er gastierte bereits in Schweden, Tschechien, den USA, Litauen und in der Türkei.
Seit 1998 existiert die Alexander Blume Jazz Family. Zu dieser Formation gehören seine Söhne Maximilian (Schlagzeug), Daniel (Klarinette, Saxophon), Cornelius (Trompete), Michael (Bass) und Gunter Mlynski (Posaune).
Das Alexander Blume Trio gründete er im Jahre 2003. Das Trio, bestehend aus seinem Sohn Maximilian am Schlagzeug und dem Bassisten Andreas Buchmann, sieht sich in der Tradition bluesorientierter Hardbop- und Soul-Pianisten, wie Ray Bryant, Bobby Timmons, Ramsey Lewis und Les McCann und wird gelegentlich durch den Trompeter Daniel Hofmann ergänzt, mit dem er 2003 die CD „I believe in music“ aufnahm.
Zeitweilig arbeitet Blume mit weiteren Musikern und Bands zusammen und war an der Produktion von gemeinsamen Alben beteiligt (Christoph Gottwald, Jana Wiesenthal, Undertaker Blues Band, Mama Blues Projekt, Kasseturm Jazzband Weimar). Neuestes Projekt ist die Iceland Blues Band, mit der er im Jahre 2007 die CD „Iceland Blues“ aufnahm. Zur Band gehören: Alexander Blume (Piano), Daniel Hofmann (Trompete, Flügelhorn), Wieland Götze (Schlagzeug), Christian Patzer (Saxophon) und Ole Rausch (Gitarre).
Blume arbeitet seit 1989 mit dem Bürgerrechtler Ralf-Uwe Beck zusammen: Öko-Jazz-Messe (1989/90); Tschernobyl-Requiem (1993–99, Hilfsprojekt Ukraine); 500 Jahre Reformation (2017/2021); CD „Die Sonne ist eine Malerin“ (2020, Hilfsprojekt Jordanien).

## Diskografie (Auswahl)

### LP
- 1987: Boogie Woogie Piano

### CDs
- 1990: Reflection in Blues
- 1994: Find your way
- 2001: Break
- 2002: on my way
- 2002: JazzArt2
- 2003: I believe in music
- 2004: blue(s)
- 2005: Angel
- 2007: on the road
- 2007: Iceland Blues
- 2012: In & Out